# 黃志龍
- 關於香港《警訊》節目的特約男演員，請見「黃志龍 (香港)」。

黃志龍（1989年2月22日—）曾經效力於中央聯盟讀賣巨人隊。回國後曾效力於統一7-ELEVEn獅，守備位置投手。2014年10月13日遭到統一7-ELEVEn獅宣布釋出。釋出後，先在國訓隊服役，接著於2015年至2016年2月間效力業餘球隊崇越隼鷹隊。離隊後，淡出了棒球圈。

## 經歷
2009年秋天參加日本和台灣之間的棒球交流活動讀賣巨人2軍練習。擁有多種的變化球球路的關係受到注意、2010年年和讀賣巨人隊簽下育成選手合約。
黃志龍和巴爾的摩金鶯的陳偉殷、前興農牛隊投手姜建銘、曾經效力過東北樂天金鷹的林恩宇有著學長學弟關係。
2010年6月和巨人球團改簽支配下球員合約，按合約取得簽約金5000萬日幣。
2011年10月9日與育成選手川口寛人一同遭讀賣巨人隊宣告自由契約，意即與讀賣巨人結束賓主關係。
2012年1月20日和統一7-ELEVEn獅簽下月薪18萬5千新台幣及激勵獎金150萬元。
2014年球季因只有出賽1場，中繼0.1局，被2支安打、2次保送，失2分，加上3年來在一軍出賽23場，未拿勝投反有4敗、留下防禦率7.77的難堪紀錄，於2014年10月13日，遭到統一7-ELEVEn獅宣布與何寬揚、李瑋華、藍少文及林偉一起遭到解約釋出。
遭釋出後的黃志龍先是在國訓隊服役，接著於2015年到2016年2月間效力業餘球壇的崇越隼鷹隊，從崇越隼鷹離隊後也淡出了棒球圈，日後於2019年投入再次成軍的味全龍所舉行的測試會，最終未果。

## 個人成績

### 日本職棒
|           |           |   |   |   |   |   |   |   |   |   |      |    |     |    |   |   |   |   |   |   |   |   |   |       | WHIP |
| --------- | --------- | - | - | - | - | - | - | - | - | - | ---- | -- | --- | -- | - | - | - | - | - | - | - | - | - | ----- | ---- |
| 2010      | 巨人      | 3 | 2 | 0 | 0 | 0 | 0 | 1 | 0 | 0 | .000 | 43 | 7.2 | 13 | 1 | 6 | 1 | 0 | 6 | 1 | 0 | 9 | 9 | 10.57 | 2.50 |
| 通算：1年 | 通算：1年 | 3 | 2 | 0 | 0 | 0 | 0 | 1 | 0 | 0 | .000 | 43 | 7.2 | 13 | 1 | 6 | 1 | 0 | 6 | 1 | 0 | 9 | 9 | 10.57 | 2.50 |

### 中華職棒
| 年度   | 球隊           | 出賽 | 先發 | 勝投 | 敗投 | 中繼 | 救援 | 完投 | 完封 | 四死 | 三振 | 責失 | 投球局數 | 防禦率 |
| ------ | -------------- | ---- | ---- | ---- | ---- | ---- | ---- | ---- | ---- | ---- | ---- | ---- | -------- | ------ |
| 2012年 | 統一7-ELEVEn獅 | 18   | 7    | 0    | 4    | 0    | 0    | 0    | 0    | 25   | 15   | 32   | 40.1     | 7.14   |
| 2013年 | 統一7-ELEVEn獅 | 4    | 0    | 0    | 0    | 0    | 0    | 0    | 0    | 4    | 2    | 4    | 3.1      | 10.80  |
| 合計   | 2年            | 22   | 7    | 0    | 4    | 0    | 0    | 0    | 0    | 29   | 17   | 36   | 43.2     | 7.42   |

## 背號
- 日本職棒
  - 118 （2009年11月19日─2010年6月2日）
  - 97 （2010年6月3日─2011年10月9日）

- 中華職棒
  - 23 (2012年1月20日─)

## 個人紀錄
NPB
- 首次出賽、首次先發：2010年6月9日對歐力士野牛隊3回戰，以先發投手上場。主投3又3分之1局。
- 首次奪三振：同上，一局下第一棒打者坂口智隆所投出。
- 首次被擊安打：同上，一局下面對打者第三棒後藤光尊被擊出右外野方向的1壘安打。
- 首次四壞球保送：同上，4局下面對第五棒打者T-岡田所投出。
- 首次丟分：同上，4局下面對第六棒打者北川博敏所擊出左外野2壘打有1分打點。
- 首次被擊出滿貫全壘打：2010年6月13日對軟體銀行鷹隊4回戰，3局下面對松中信彥被擊出右外野方向全壘打。
- 首次東京巨蛋主場先發：2010年6月27日對橫濱灣星隊10回戰。
- 首次敗投：2010年6月27日對橫濱灣星隊10回戰，主投3局被擊出5支安打及4個保送、2個三振，總共丟3分。

CPBL

## 外部連結
- 黃志龍在台灣棒球維基館上的頁面（繁體中文）
- 球員資訊和成績在中華職棒官網（中文）